# فرش‌دایرکت
فرش‌دایرکت (انگلیسی: FreshDirect) شرکت خرده‌فروشی آمریکایی است، که در سال ۱۹۹۹ تأسیس شد‌.